# Allium tuberosum
Allium tuberosum és una espècie de planta angiosperma bulbosa del gènere Allium, dins la família de les amaril·lidàcies, emprada en la gastronomia asiàtica oriental.

## Descripció
És una planta amb bulb, vivaç, herbàcia d'uns 70 cm d'alt amb les fulles verd pàl·lid, estretes, gairebé planes. La inflorescència és una umbel·la que sobresurt molt per sobre de les fulles.
Les flors són blanques en estrella

## Ús
El seu gust és més semblant a l'all (però més suau) que no pas a cibulet. Es fan servir les flors i les fulles. A la Xina sovint es combina amb ous, porc i marisc. És molt utilitzada també en la cuina coreana i vietnamita i d'altres països asiàtics.